# Collagna
Collagna é uma comuna italiana da região da Emília-Romanha, província de Reggio Emilia, com cerca de 1.005 habitantes. Estende-se por uma área de 67 km², tendo uma densidade populacional de 15 hab/km². Faz fronteira com Busana, Comano (MS), Fivizzano (MS), Ligonchio, Ramiseto, Sillano (LU).

## Demografia
| Variação demográfica do município entre 1861 e 2011                               |
|                                                                                   |
| Fonte: Istituto Nazionale di Statistica (ISTAT) - Elaboração gráfica da Wikipedia |